# El dinosaurio
El dinosaurio (Der Dinosaurier) ist ein Flash Fiction des in Honduras geborenen guatemaltekischen Schriftstellers Augusto Monterroso, die 1959 als Teil des Buches Obras completas (y otros cuentos) veröffentlicht wurde. Sie gilt als eine der kürzesten Geschichten auf Spanisch.

## Text und Aussage
Der vollständige Text lautet wie folgt:

«Cuando despertó, el dinosaurio todavía estaba allí.»

„Als er aufwachte, war der Dinosaurier immer noch da.“

Es ist eine einfache Aussage, die eine Kurzgeschichte darstellt, wahrscheinlich die berühmteste von allen, die Monterroso während seiner gesamten Karriere veröffentlicht hat. Über ihn sind Dutzende von wissenschaftlichen Artikeln veröffentlicht worden, unter den Büchern sticht The Annotated Dinosaur von Lauro Zavala hervor.
Es wird normalerweise als die kürzeste Mikrogeschichte in spanischer Sprache angesehen, obwohl es Dutzende von hyperkurzen Werken mit weniger Wörtern gibt, darunter Crímenes ejemplares von Max Aub (1957), Fantasma von Guillermo Samperio (1981), El emigrante von Luis Felipe Lomelí (2005), Luis XIV von Juan Pedro Aparicio (2006) und Blanco von José de la Colina (2007), die von Kritikern am häufigsten genannt werden.

## Einfluss auf die mexikanische Volkskultur
In der Geschichte der mexikanischen Politik war die Partido Revolucionario Institucional (Institutionelle Revolutionäre Partei) mehr als sieben Jahrzehnte an der Macht und wurde aufgrund ihres Alters mit einem Dinosaurier verglichen. Ständig werden die Partei und ihre Mitglieder in Artikeln, Interviews, Analysen und Karikaturen als diese prähistorischen Tiere dargestellt, so dass die Kurzgeschichte diesen Bezug ständig verwendet.